# Germán Burgos
Germán Adrián Ramón Burgos (født 16. april 1969 i Mar del Plata, Argentina) er en tidligere argentinsk fodboldspiller, der som målmand spillede 35 kampe for Argentinas landshold, og på klubplan optrådte for blandt andet storklubben River Plate i Primera Divisíon de Argentina samt for Atlético Madrid i den spanske La Liga.
Med Argentina deltog Burgos blandt andet i både VM i 1998 i Frankrig samt VM i 2002 i Sydkorea og Japan. Han var også med til Copa América i både 1995 og 1999.